# Любан (град в Минска област)
Любан (на беларуски: Любань; на руски: Любань) е град в Беларус, административен център на Любански район, Минска област. Населението на града е 10 917 души (по приблизителна оценка от 1 януари 2018 г.).

## История
За пръв път селището е упоменато през 1566 година, през 1968 година получава статут на град.